# Špišić Bukovica
Špišić Bukovica est un village et une municipalité située dans le comitat de Virovitica-Podravina, en Croatie. Au recensement de 2001, la municipalité comptait 4 733 habitants, dont 98,52 % de Croates et le village seul comptait 1 871 habitants.

## Histoire

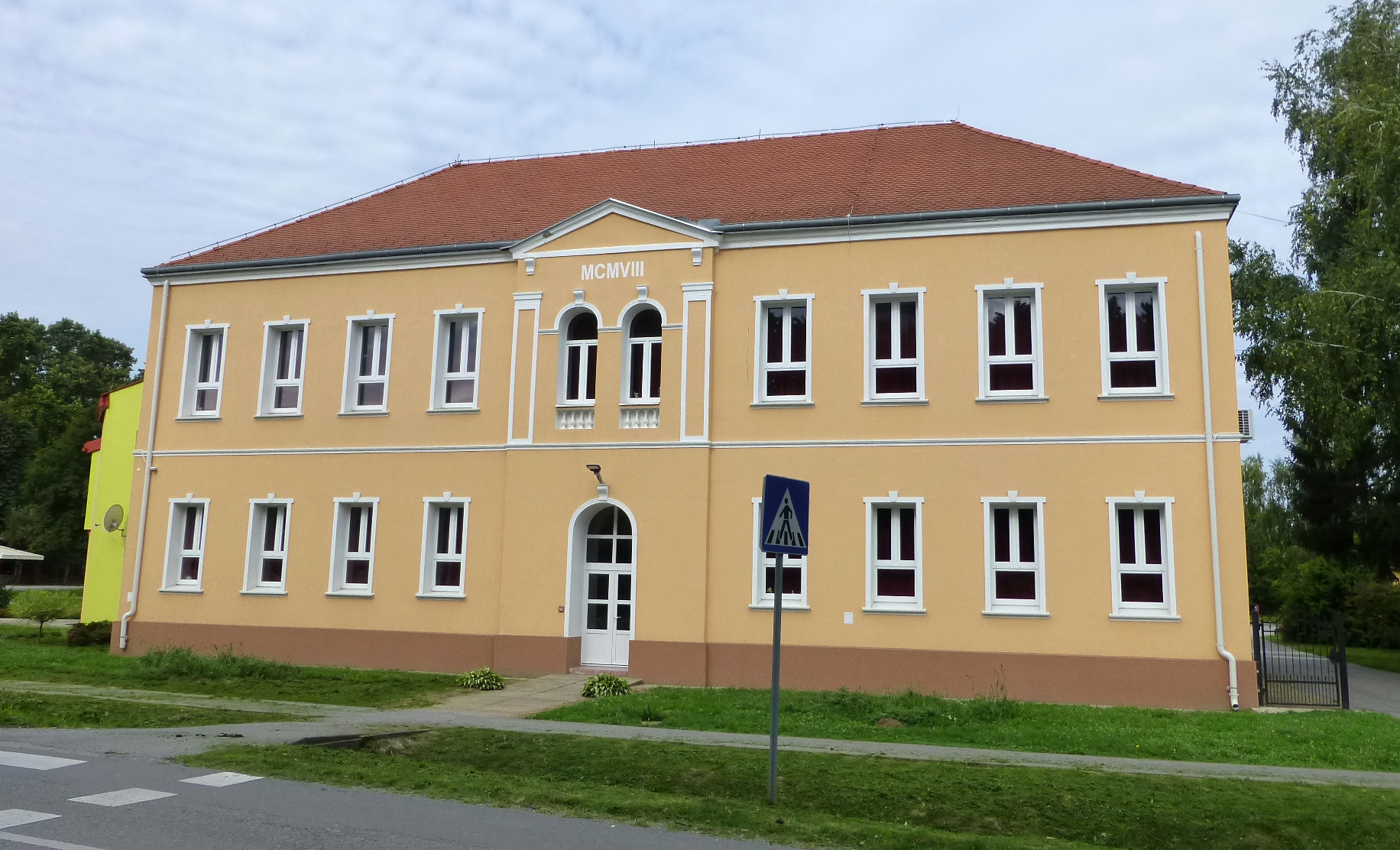
Bâtiment rénové de 1908 (école?)

## Localités
La municipalité de Špišić Bukovica compte 7 localités :
- Bušetina
- Lozan
- Novi Antunovac
- Okrugljača
- Rogovac
- Špišić Bukovica
- Vukosavljevica